# Metamorphopsie
Metamorphopsie (griechisch metamorph „umgestalten“, opsie „sehen“) bezeichnet eine veränderte oder verzerrte Wahrnehmung der Umgebung bzw. von sich selbst in Relation zur Umgebung, die in der Regel als Wahrnehmungstäuschung erlebt wird. Als Ursachen dieser subjektiven Sehstörung kommen sowohl neurologische oder psychische Störungen als auch physische Erkrankungen des Auges in Betracht.
Folgende Fehlwahrnehmungen werden zu den Metamorphopsien gezählt:
- Mikropsie (griechisch mikros „klein“): die Umgebung bzw. Teile werden kleiner wahrgenommen als tatsächlich
- Makropsie (griechisch makros „groß“; synonym Megalopsie): die Umgebung bzw. Teile davon werden größer wahrgenommen als tatsächlich
- Dysmorphopsie: Teile der Umgebung werden verzerrt wahrgenommen
- Teleopsie: Teile der Umgebung werden weiter entfernt wahrgenommen als tatsächlich
- verzerrte Farbwahrnehmung, farbliche Veränderung
- Prosopometamorphopsie: Verzerrt die Wahrnehmung von Gesichtern in der Umgebung